# Wagristoratore

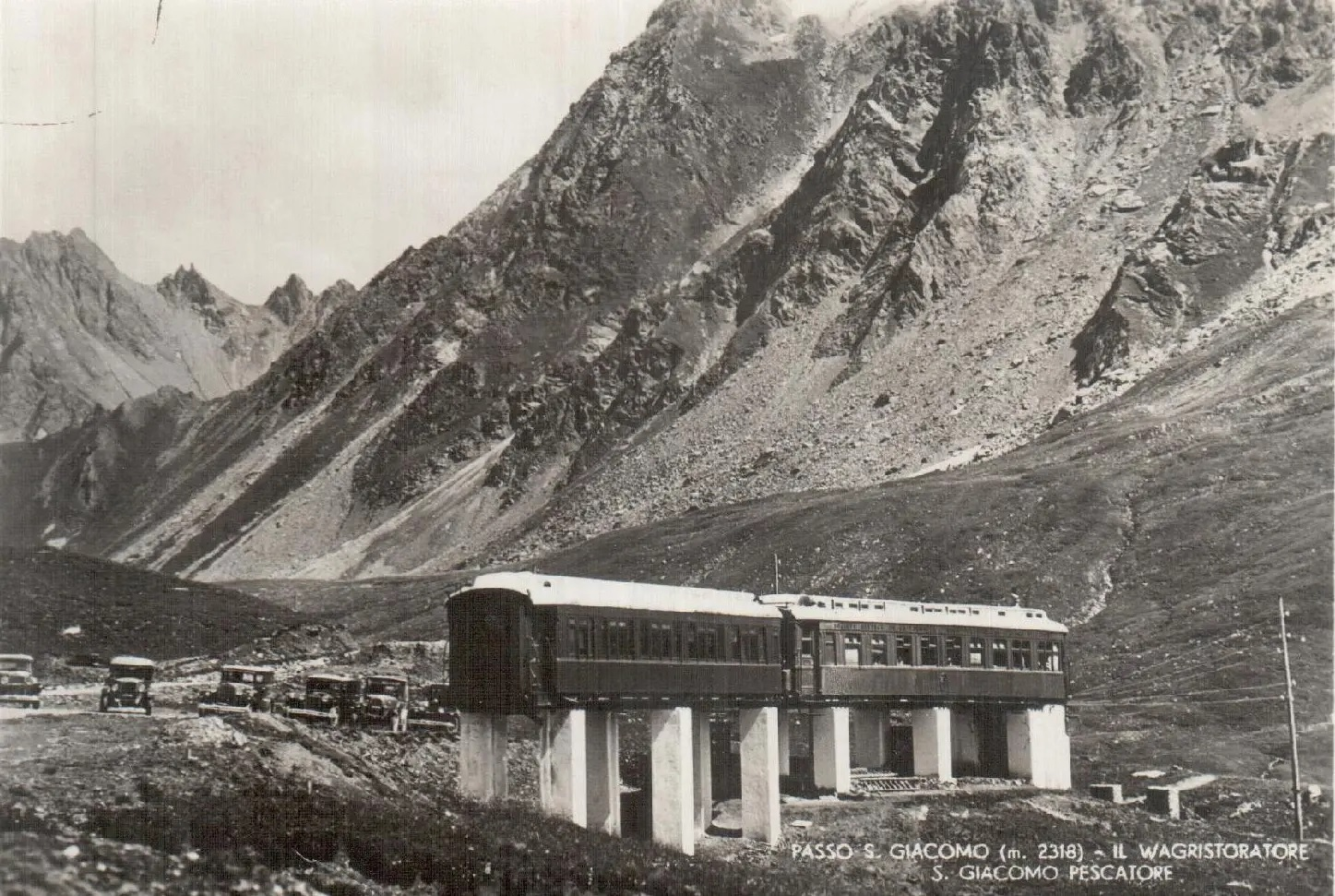
Wagristoratore (1930)

Das Projekt Wagristoratore war ein Bauwerk und Gastronomiebetrieb für Automobiltouristen auf der italienischen Seite des San-Giacomo-Passes.
Es bestand aus einem Schlaf- und einem Speisewagen. Die beiden Wagen standen – ohne Drehgestelle – auf jeweils sechs Betonpfeilern. Der Betrieb wurde vermutlich 1943 durch italienische Partisanen zerstört. Es ist jedoch nicht geklärt, ob Partisanen sie bei Absetzbewegungen in die Schweiz anzündeten oder ob Faschisten ihnen den Unterschlupf nehmen wollten und die Wagen anzündeten. Bis heute stehen die Pfeiler des Projektes noch auf dem Pass.

## Militärstrategische Bedeutung
Die extravagante Waggonherberge sollte laut NZZ auch eine „gezielte Provokation mit erheblicher politischer Sprengkraft“ darstellen. Wer Eisenbahnwagons auf einen 2300 m hohen Pass bringen könnte, der kann auch schwere Geschütze und Truppen dorthin transportieren, so die Logik. Der Pass ist eine strategisch bedeutsame Stelle und spielte in den militärischen Dispositionen Italiens eine wichtige Rolle. Das Val d’Ossola liegt wie ein Keil zwischen dem Schweizer Kanton Tessin und dem Wallis. Das nördliche Nebental Val Formazza berührt am San Giacomo fast das Schweizer Bedrettotal. Nur 14 Kilometer Luftlinie vom Pass entfernt liegt Airolo und das Südportal des alten Gotthard-Bahntunnels. An keiner anderen geographischen Stelle kommt italienisches Gebiet den Verkehrswegen durch und über den Gotthard so nahe. Der Gotthard liegt von hier aus in Schussdistanz der italienischen Artillerie.

## Geschichte
Benito Mussolini erklärte 1921 noch als faschistischer Parlamentsabgeordneter, ein „entarteter und verdeutschter Kanton Tessin“ könne eine Gefahr für die Sicherheit der Lombardei darstellen. Die Einheit Italiens sei erst vollendet, wenn das Tessin zu Italien gehöre. Nach seinem „Marsch auf Rom“ 1922 und der Ernennung zum Staatschef versicherte Mussolini, dass es zwischen der Schweiz und Italien keine Territorialfragen gebe und die Beziehungen „absolut freundschaftlich“ seien. Gleichzeitig unterstützte Mussolini jedoch den Irredentismus, eine vor dem Ersten Weltkrieg entstandene Bewegung, die sich als Verteidigerin der Italianità in allen italienisch besiedelten Gebieten sah. Sie strebte den Anschluss der italienischsprachigen Regionen der Schweiz und Österreichs an Italien an und forderte eine Grenzverschiebung an den Alpenhauptkamm.
1925 ließ Italien von Domodossola bis hinauf auf den San-Giacomo-Pass den Fahrweg und weiter oben den Saumweg durch Genietruppen ausbauen. Offiziell diente die 4,5 Meter breite Straße der touristischen Erschließung. Für die Schweiz handelte es sich eindeutig um eine Militärstraße, analysierte die NZZ Anfang November 1926 in zwei langen Berichten. Durch die Straße könne Italien leicht die Alpenverteidigung der Schweiz nehmen, noch bevor ein Schweizer alarmiert sei. Als die Straße im August 1929 eröffnet wurde und der Architekt Piero Portaluppi im darauffolgenden Sommer mit dem Transport der Bahnwaggons auf die Passhöhe ihre Leistungsfähigkeit bewies, löste das in der Schweizer Armeeführung Alarmstimmung aus.
Der italienische Arbeitsminister Giuseppe Bottai, Mitgründer der faschistischen Partei und Mussolini-Vertrauter, beehrte die Gaststätte zur Eröffnung im August 1930 mit einem Besuch.
Die Schweizer Armeeführung ließ daraufhin die San-Giacomo-Sperre bauen. 1930 legte der Chef der Gotthard-Genietruppen das Projekt vor. Der Baubeginn war 1935: Auf dem San-Giacomo-Pass entstanden ein Infanteriebunker mit drei Maschinengewehrständen im Fels, weiter unten das Artilleriefort Grandinagia, von wo aus zwei Kanonen das Val Formazza beschießen konnten. Hinzu kamen Maschinengewehrstellungen, Stellungen für mobile Geschütze, Unterstände sowie drei Transportseilbahnen – 30 Objekte wurden insgesamt gebaut. Die San-Giacomo-Sperre war 1939 schussbereit.
Zudem wurde auf der anderen Seite des Bedrettotals eine weitere Stellung mit zwei Kanonen gebaut.
Zu Kämpfen kam es im Zweiten Weltkrieg an dieser Front nicht. Auf der Flucht vor den heranrückenden Alliierten wurde Mussolini von kommunistischen Partisanen gefasst und am 28. April 1945 in Mezzegra am Comer See erschossen, woraufhin die deutschen Armeen in Italien kapitulierten.
Unklar ist, was nach 1945 aus den Bahnwagen auf dem San-Giacomo-Pass wurde. Laut dem Blog Archivio Iconografico del Verbano Cusio Ossola wurden sie während des Krieges vernachlässigt und aufgegeben. Wahrscheinlich in den 1950er-Jahren verschwanden die Wagen vom Pass. Jedoch blieben die Pfeiler bis heute stehen.